# Кёнигсберг (административный округ)
Административный округ Кёнигсберг (нем. Regierungsbezirk Königsberg) — административно-территориальная единица второго уровня в Пруссии, существовавшая в 1808—1945 годы. Входил в состав провинции Восточная Пруссия. Административный центр округа располагался в городе Кёнигсберг (ныне российский город Калининград). Сегодня основная территория бывшего округа расположена в Калининградской области России и в Варминьско-Мазурском воеводстве в Польше.

## Положение
Кёнигсбергский округ на севере омывался Балтийским морем; на северо-востоке (Мемельланд) граничил с Российской империей (позднее — с СССР и независимой Литвой); на востоке — с восточнопрусским округом Гумбиннен; на юге до 1905 года — с находящемся в составе Российской империи Царством Польским, а после 1905 года — с округом Алленштайн провинции Восточная Пруссия; на западе — с округами Данциг и Мариенвердер провинции Западная Пруссия (в 1922—1939 годах — с округом Западная Пруссия провинции Восточная Пруссия; в 1939—1945 годах — с рейхсгау Данциг-Западная Пруссия).

## История
Административные округа Восточной Пруссии
Кёнигсберский был образован в 1808 году на территории, подконтрольной Восточнопрусской военно-доменной камере. В 1816 году в состав округа из соседнего округа Гумбиннен по желанию жителей города был передан район Мемель, включая сам город Мемель. В 1818 году город Кёнигсберг был выделен в самостоятельных городской округ из одноимённого района. В 1820 году после нескольких административных реформ округ Кёнигсберг окончательно включал в свой состав город Кёнигсберг, а также следующие сельские районы: Алленштайн, Браунсберг, Пройсиш-Айлау, Фишхаузен, Фридланд, Гердауэн, Хайлигенбайль, Хайльсберг, Пройсиш-Холланд, Кёнигсберг, Лабиау, Мемель, Морунген, Найденбург, Ортельсбург, Остероде, Растенбург, Рёсель и Велау.
1 ноября 1905 года из состава административных округов Кёнигсберг и Гумбиннен в состав новообразованного округа Алленштайн были переданы несколько южных районов, в частности, пять районов округа Кёнигсберг — Алленштайн, Найденбург, Ортельсбург, Остероде и Рёссель. В 1927 году район Фридланд был переименован в Бартенштайн.
По решениям Версальского договора район Мемель вместе с городом Мемель, а также частью соседнего округа Гумбиннен, как часть особой территории Клайпедский край (Мемельланд) 1 января 1920 года была передана под контроль Лиги Наций. В 1923 году Мемельланд был окончательно присоединён к Литве.
В марте 1939 года Литва была вынуждена вернуть Мемельланд Германии, после чего он был целиком интегрирован в состав района Гумбиннен. В апреле 1939 года территория города Кёнигсберг была расширена за счёт присоединения поселений из районов Кёнигсберг и Фишхаузен, после чего они были ликвидированы и соединены в новый район Замланд с центром в городе Кёнигсберг.
Административный округ Кёнигсберг был ликвидирован в 1945 году. Его территория была разделена между Польшей (южная часть округа с районами Браунсберг, Пройсиш-Холланд, Морунген, Хайльсберг и Растенбург), войдя в состав нового Ольштынского воеводства и СССР (северная часть округа), войдя в новую Кёнигсбергскую (Калининградскую) область РСФСР. Отошедшая Польше часть после многочисленных административно-территориальных реформ расположена сегодня в Варминьско-Мазурском воеводстве.

## Административное деление
В 1819 году округ Кёнигсберг состоял из 20 районов: города Кёнигсберг и 19 сельских районов. После создания округа Алленштайн в 1905 году в составе округа Кёнигсберг осталось 15 районов, а после потери Мемельланда — 14.
В результате укрупнения города Кёнигсберг в 1939 году и объединения остатков районов Кёнигсберг и Фишхаузен в новый район Замланд в составе округа насчитывалось 13 районов. В таком составе округ просуществовал до его ликвидации в 1945 году.
Полный список всех районов округа (1820—1945) с указанием их районных центров:
- Городские районы
  - городской район Кёнигсберг
- Сельские районы
  - район Браунсберг, адм. центр — Браунсберг
  - район Велау, адм. центр — Велау
  - район Гердауэн, адм. центр — Гердауэн
  - район Замланд (образован в 1939), адм. центр — Кёнигсберг.
    - сельский район Кёнигсберг (упразднён в 1939), адм. центр — Кёнигсберг
    - район Фишхаузен (упразднён в 1939), адм. центр — Фишхаузен

  - район Лабиау, адм. центр — Лабиау
  - район Мемель (утрачен в 1920), адм. центр — Мемель
  - район Морунген, адм. центр — Морунген
  - район Растенбург, адм. центр — Растенбург
  - район Пройсиш-Айлау, адм. центр — Пройсиш-Айлау
  - район Пройсиш-Холланд, адм. центр — Пройсиш-Холланд
  - район Фридланд (с 1927: Бартенштайн), адм. центр — Фридланд (Бартенштайн)
  - район Хайлигенбайль, адм. центр — Хайлигенбайль
  - район Хайльсберг, адм. центр — Хайльсберг
  - район Алленштайн (с 1905 — в округе Алленштайн), адм. центр — Алленштайн
  - район Найденбург (с 1905 — в округе Алленштайн), адм. центр — Найденбург
  - район Ортельсбург (с 1905 — в округе Алленштайн), адм. центр — Ортельсбург
  - район Остероде (с 1905 — в округе Алленштайн), адм. центр — Остероде
  - район Рёсель (с 1905 — в округе Алленштайн), адм. центр — Рёссель (до 1862), Бишовсбург (1862—1945)

## Территория и население
В 1820 году население округа Кёнигсберг составляло 609 022 человек. В последующие годы наблюдался высокий рост населения. В 1850 году в округе проживало уже 861 269 человек, а в 1905 году — 1 224 557 жителей. После передачи нескольких районов в округ Алленштайн население округа Кёнигсберг в 1905 году составило 893 427 человек.
Территория и население округа Кёнигсберг в 1900, в 1925 годы, а также по состоянию на 17 мая 1939 года в границах на 1 января 1941 года и количество районов на 1 января 1941 года составляли:
| Год       | Площадь, км² | Население, чел. | Количество районов | Количество районов |
| Год       | Площадь, км² | Население, чел. | сельских           | городских          |
| --------- | ------------ | --------------- | ------------------ | ------------------ |
| 1900      | 21.108,17    | 1.204.386       | 19                 | 1                  |
| 1925      | 13.147,00    | 911.879         | 13                 | 1                  |
| 1939/1941 | 13.146,61    | 1.059.085       | 12                 | 1                  |